# Osebrandt Johan Rengers
Osebrandt Johan Rengers (ook: Osebrandt Jan Rengers) (Slochteren, ca. 1621 - aldaar, ca. 1681/82) was in het begin van de 17e eeuw de machtigste en rijkste jonker van Fivelingo. Hij was een zoon van Ossebrant Rengers (ca. 1582 - 1620) en Anna Clant (ca. 1590 - 1643), en was getrouwd met Willem(ina) Anna Lewe Tho Asinga en Ewsum (1628 - 1677).
Rengers bewoonde de Fraeylemaborg (nabij Slochteren) en was bevriend met Johan de Witt, die in 1670 ook op de Fraeylemaborg logeerde. 
Tijdens een verblijf in Parijs werd hij tot ridder in de Orde van de Heilige Michaël benoemd tegen betaling van 500 gulden en legde de eed van trouw af aan de Franse koning.
In 1659 heeft Osebrandt Johan Rengers het Slochterdiep laten graven, het kanaal werd daarom ook wel het Rengersdiep genoemd. Destijds werd het voor de afvoer van turf gebruikt.
Beschuldigd van verraad tijdens het Beleg van Groningen kwam Rengers in de gevangenis (de Poelepoort). Een schoonzoon van Rengers, Henric Piccardt, wist via koning-stadhouder Willem III van Oranje een verzoening te bereiken. Rengers kwam vrij en kreeg eerherstel, maar stierf spoedig daarna. 